# Behea
Behea é um cidade no distrito de Bhojpur, no estado indiano de Bihar.

## Demografia
Segundo o censo de 2001, Behea tinha uma população de 20.809 habitantes. Os indivíduos do sexo masculino constituem 53% da população e os do sexo feminino 47%. Behea tem uma taxa de literacia de 59%, inferior à média nacional de 59,5%; com 59% para o sexo masculino e 41% para o sexo feminino. 17% da população está abaixo dos 6 anos de idade.